# Daphnis placida
Espèce
Daphnis placida est une espèce de lépidoptères (papillons) appartenant à la famille des Sphingidae, à la sous-famille des Macroglossinae, à la tribu des Macroglossini et au genre Daphnis .  

## Description
L'envergure est d'environ 60 mm. Les adultes ont un motif complexe de brun clair et foncé sur les ailes et une barre blanche sur le premier segment abdominal. La marge externe de l’aile antérieure est plus manifestement creusée sous l’apex que chez les autres espèces de Daphnis.

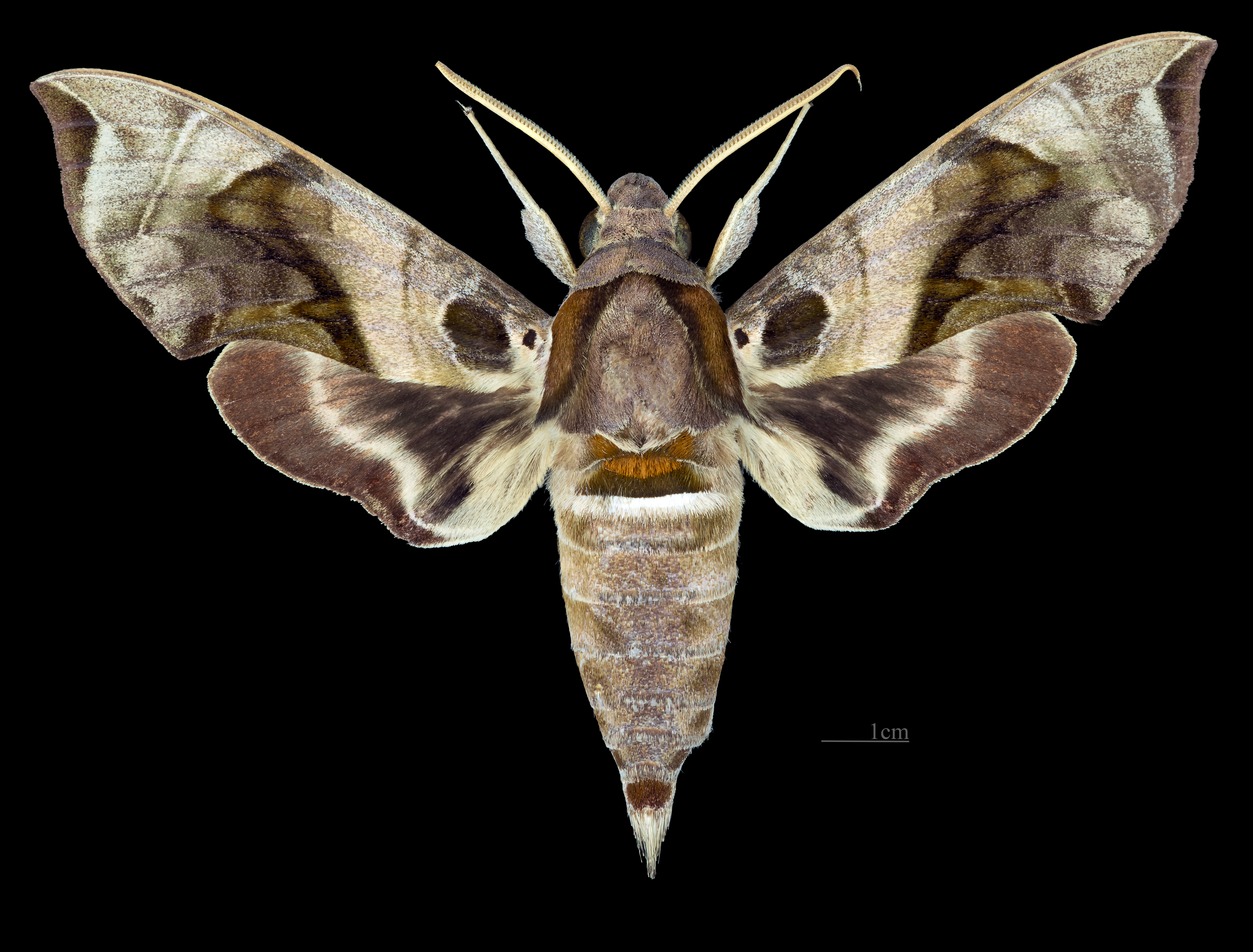
Avers du mâle (coll.MHNT)
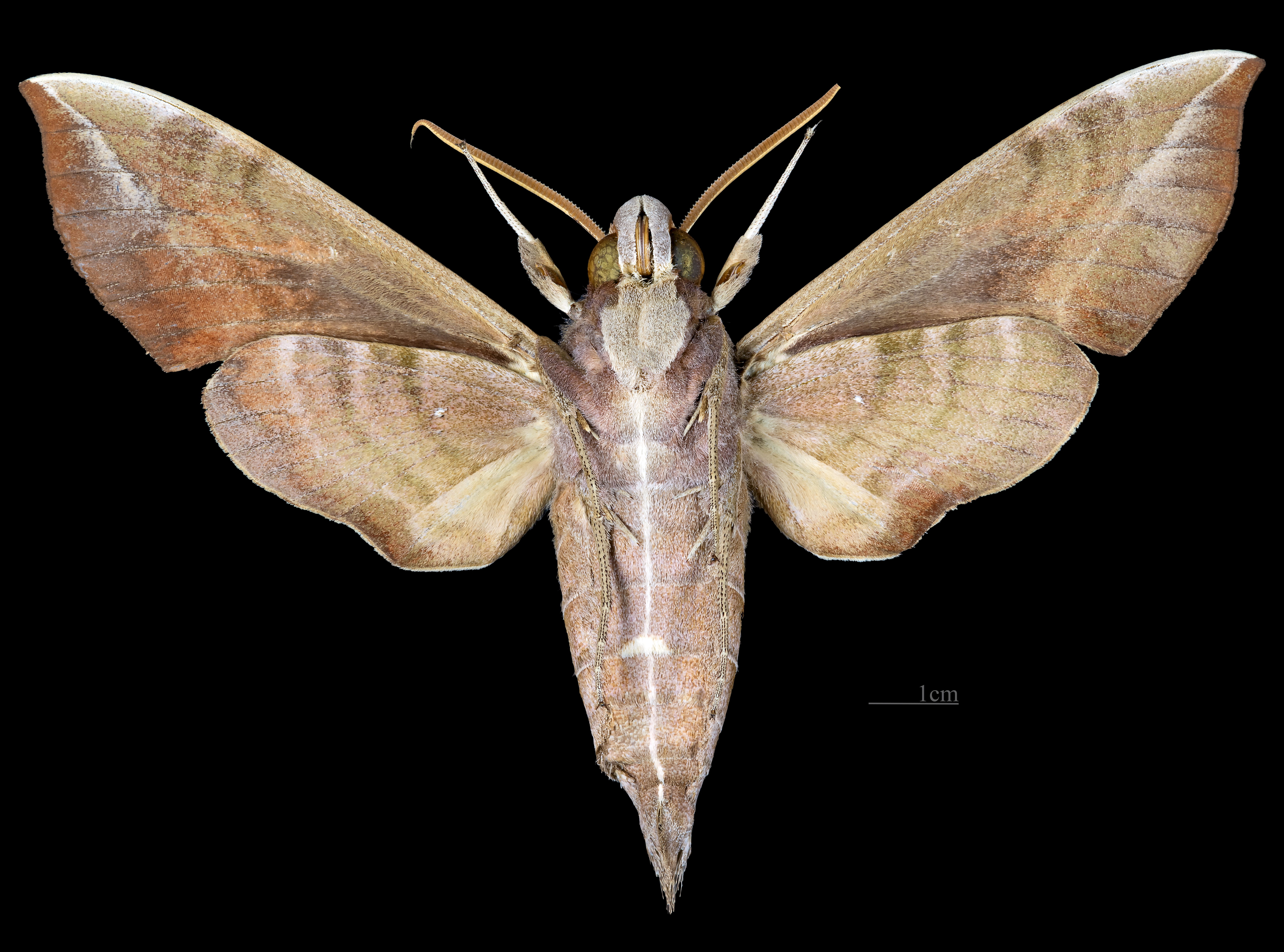
Revers du mâle (coll.MHNT)
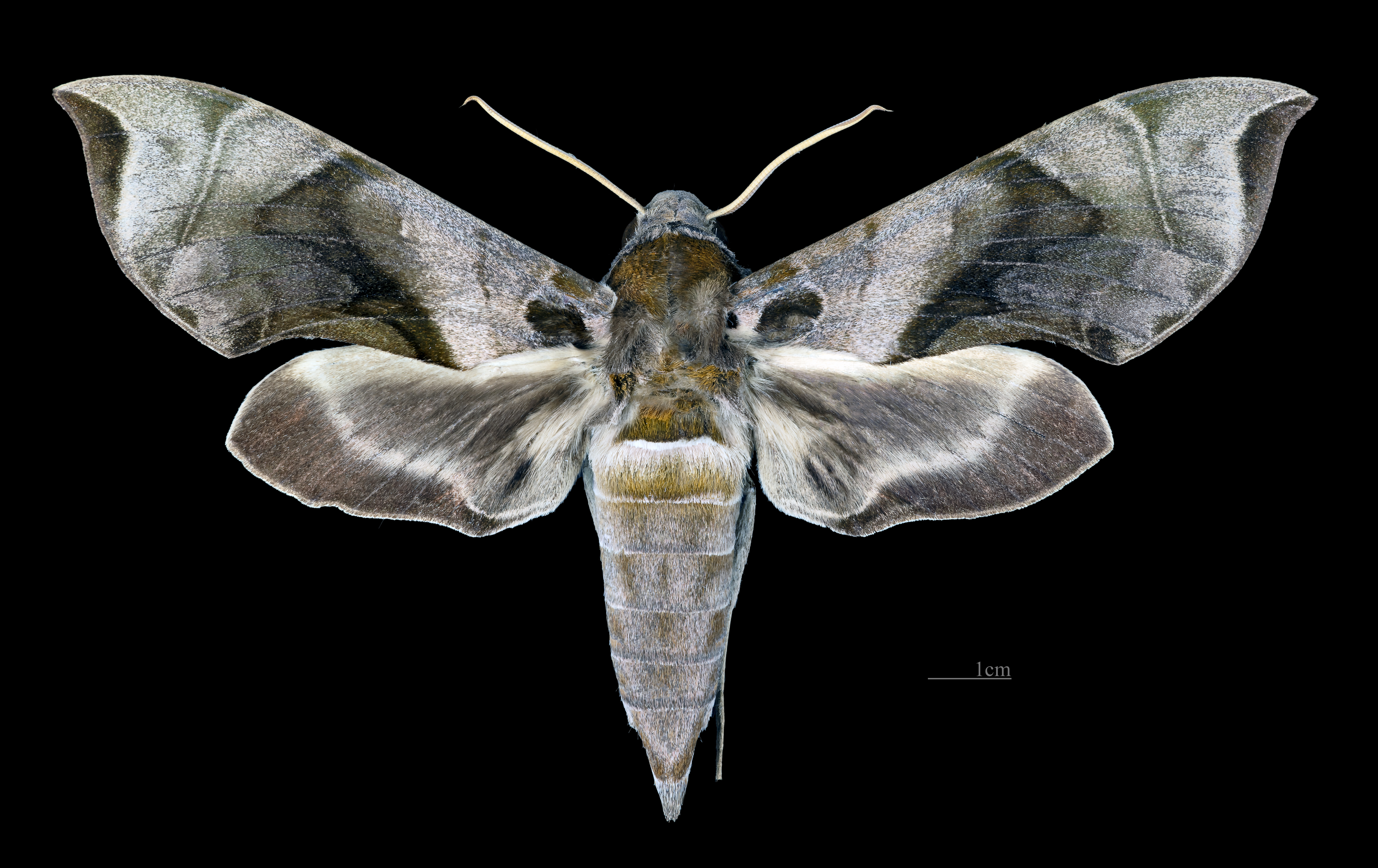
Avers de la femelle (coll.MHNT)
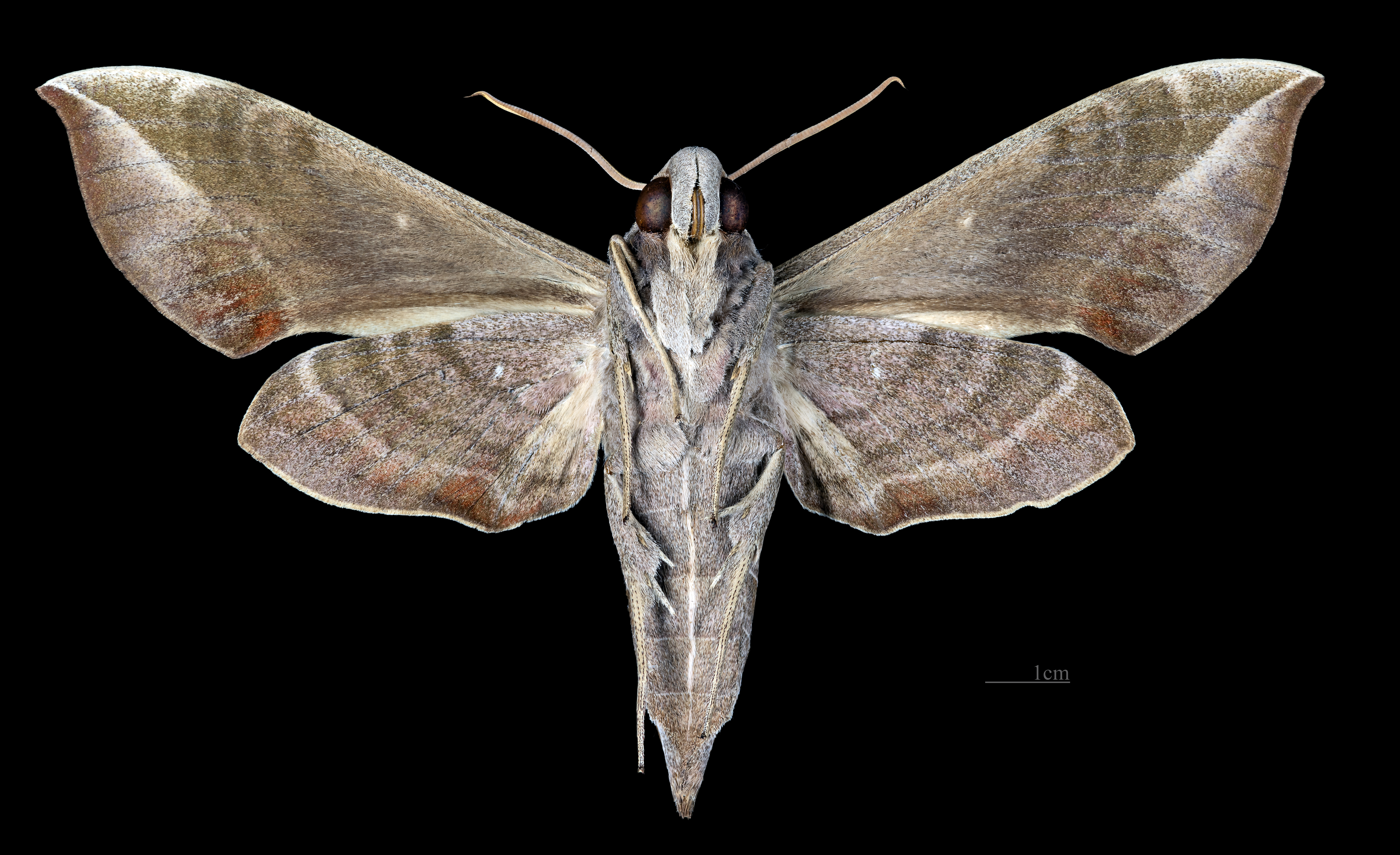
Revers de la femelle (coll.MHNT)

### Chenille
La chenille est verte avec une bande pâle sur chaque côté du dos. Il y a des marques jaunes de chaque côté du thorax. La chenille présente une épine de queue rougeâtre en forme de «S».

## Biologie
Les chenilles se nourrissent d’Alstonia constricta, Neisosperma kilneri et Tabernaemontana angustisepala.

## Répartition et habitat
Répartinion
L'espèce est connue en Thaïlande, en Malaisie, en Indonésie (y compris Bornéo), dans les îles Salomon et dans la moitié nord de l'Australie.

## Systématique
L'espèce a été décrite par l'entomologiste britannique Francis Walker en 1856 sous le nom initial de Darapsa placida.

### Synonymie
- Darapsa placida Walker, 1856 Protonyme
- Choerocampa hesperus Boisduval, 1875
- Daphnis andamana Druce, 1882
- Daphnis angustans R. Felder, 1874
- Daphnis horsfieldii Butler, 1876
- Deilephila jamdenae Debauche, 1934
- Daphnis torenia rosacea Rothschild, 1894[3]

## Liste des sous-espèces
- Darapsa placida placida (Walker,1856)
- Darapsa placida salomonis Rothschild & Jordan, 1906 (îles Salomon)